# 三宅村 (大阪府中河内郡)
三宅村（みやけむら）は、大阪府中河内郡にあった村。現在の松原市三宅東・三宅中・三宅西にあたる。

## 地理
- 河川：大和川

## 歴史
- 1889年（明治22年）4月1日 - 町村制の施行により、近世以来の丹北郡三宅村が単独で自治体を形成。
- 1896年（明治29年）4月1日 - 所属郡が中河内郡に変更。
- 1955年（昭和30年）2月1日 - 松原町・天美町・布忍村・恵我村と合併して松原市が発足。同日三宅村廃止。

## 交通

### 道路
現在は旧町域に阪神高速14号松原線の三宅出入口・三宅西出入口が所在するが、当時は未開通。

## 名所・旧跡・観光スポット・祭事・催事
- 屯倉神社